# Spectre (2015.)
Spectre je dvadeset-četvrti James Bond film kojeg producira kuća EON Productions. To je drugi film u serijalu kojega režira Sam Mendes, dok lika Jamesa Bonda tumači, po četvrti put, Daniel Craig. Christoph Waltz tumači ulogu glavnog zlikovca u filmu. “Spectre” je dobio podijeljene kritike kritičara koji su hvalili akcijske scene, kinematografiju, glumu i glazbu, premda su neke kritike bile usmjerene na prekomjerno trajanje filma, scenarij i usporenu radnju. Tematska pjesma " Writing's on the Wall ", koju je izveo i napisao koautor Sam Smith, osvojila je Oscara i Zlatni globus za najbolju originalnu pjesmu. Buždet se procjenjuje na oko 300 milijuna dolara što ga čini najskupljim filmom o Jamesu Bondu i jednim od najskupljih filmova ikad snimljenih. Film je na kino-blagajnama zaradio preko 880 milijuna dolara širom svijeta, što ga čini šestim filmom s najvišom zaradom u 2015. god. i drugim po redu od ukupne zarade za seriju filmova nakon Skyfall-a. Premijera filma bila je 6. studenog 2015. godine.

## Radnja
Postumna poruka od pokojne M (Judi Dench) odvodi agenta MI6 Jamesa Bonda (Daniel Craig) u neovlaštenu misiju u Mexico Cityju na Dan mrtvih, gdje zaustavlja zavjeru o terorističkom bombardiranju. Bond ubija Marca Sciarru (Alessandro Cremona), terorističkog vođu, i uzima mu prsten, ukrašen stiliziranom hobotnicom.
Po povratku u London, novi M Gareth Mallory (Ralph Fiennes) suspendira Bonda s terenske dužnosti. Fijsko u Mexico Citxju dovodi M u još teži položaj, budući da vodi pravnu bitku s Maxom Denbighom poznatim kao "C" (Andrew Scott), generalnim direktorom novog, privatno potpomognutog Zajedničkog odbora Obavještajne službe nastalog spajanjem MI5 i MI6. C se kandidira kako bi se Velika Britanija pridružila globalnoj inicijativi za nadzorobavještajnih podataka "Devet očiju", a koristi svoj utjecaj za zatvaranje odsjeka odjela '00', kojeg smatra zastarjelim.
Bond se oglušuje o M-ove naredbe i putuje u Rim kako bi prisustvovao Sciarrinom sprovodu. Spasio je i zaveo Sciarrinu udovicu, Luciju (Monica Bellucci), koja mu kaže da je Sciarra pripadao organizaciji gospodarstvenika s kriminalnim i terorističkim vezama. Bond koristi Sciarrov prsten kako bi se ubacio na sastanak na kojem će se odabrati zamjena za Sciarru. Ondje otkrije njihovog vođu, Franza Oberhausera (Christoph Waltz). Nakon što je čuo da je Oberhauser dao naredbu za atentat na "Blijedog kralja", Bond bježi dok ga po cijelom gradu progoni atentator iz organizacije, g. Hinx (Dave Bautista). Eve Moneypenny (Naomi Harris) obavještava Bonda da je ”Blijedi kralj” g. White (Jesper Christensen), bivši član podružnice organizacije Quantum, koji je iznevjerio Oberhausera. Bond traži da istraži Oberhausera, za kojeg se pretpostavlja da je poginuo prije 20 godina.
Bond pronalazi Whitea u gradu Altaussee u Austriji, gdje umire od trovanja talijem, kojeg je izvukao iz mobitela. Bond shvati da White ima kćer, psihijatricu dr. Madeleine Swann (Léa Seydoux), koja će ga odvesti u L'Américain kako bi pronašao Oberhausera; zatim White počini samoubojstvo Bondovim pištoljem, s kojim mu se zakleo da će mu zaštiti kćer. Bond se sučeljava sa Swannom i spašava je od Hinxa i njegovih ljudi. Bond ju nedugo zatim upoznaje s Q-om koji otkrije poveznicu Oberhausera s Le Chiffreom, Dominicom Greenom i Raolom Silvom, koji su bili članovi iste organizacije pod nazivom SPECTRE.
Swann vodi Bonda u L'Américain, hotel u Tangeru, i otkrivaju da je White ostavio dokaze koji ih vode do baze Oberhausera u krateru u Sahari. Dolazeći vlakom do udaljene stanice, Bond i Swann nailaze na Hinxa, kojeg nakon fizičkog obračuna bace iz vlaka pomoću užeta zavezanog za spremnike goriva i dolaze u bazu kod Oberhausera. Oberhauser otkriva da je SPECTRE financirao Zajedničku obavještajnu službu dok je iscenirao terorističke napade širom svijeta, stvarajući potrebu za programom Devet očiju. Zauzvrat, C će SPECTRE-u pružiti neograničen pristup vladi koju je sakupilo Devet očiju, omogućavajući im da predviđaju i suprotstavljaju se istragama svojih operacija. Bond je prikovan na stolici za mučenje iglama dok Oberhauser govori o njihovoj zajedničkoj povijesti: nakon što je Bond kao dječak postao siroče, Oberhauserov otac, Hannes, postao je njegov privremeni skrbnik. Vjerujući da je Bond zamijenio ulogu sina, Oberhauser je ubio oca, iscenirao vlastitu smrt, usvojio ime Ernst Stavro Blofeld i nastavio formirati SPECTRE i pratiti Bonda. Bond i Swann omamljuju Blofelda postavivši njegov ručni sat s eksplozivom i pobjegnu u London kako bi spriječili Devet očiju da se spoje na internet.
U Londonu, Bond i Swann susreću M, Billa Tannera (Rory Kinnear), Q (Ben Whishaw) i Moneypenny s namjerom da uhvate C-a. Swannu i Bonda otimaju operativci iz SPECTRE-a odvojeno, dok M, Q, Moneypenny i Tanneru nastavljaju prema planu. Nakon što Q uspije spriječiti Devet očiju da se uključe u mrežu, borba između M-a i C-a završava tako što C slučajno padne za zgrade. Bond odlazi u ruševine stare zgrade MI6, predviđene za rušenje nakon Silvovog bombardiranja. Blofeld, još uvijek živ, s ožiljkom preko desnog oka, govori Bondu da mora pobjeći prije nego što eksploziv eksplodira u roku 3 minute, ili će umrijeti pokušavajući spasiti Swannu. Bond pronalazi Swannu i oni bježe čamcem dok se zgrada urušava. Bond obori Blofeldov helikopter, koji se sruši na Westminsterski most. Dok Blofeld puzi iz srušenog helikoptera, Bond se suočava s njim, ali umjesto da ga ubije, prepušta M da ga uhiti te odlazi sa Swannom.
Sljedećeg jutra, Bond napušta službu i posuđuje popravljeni Aston Martin DB5 od Q-a i otputuje sa Swannom.

## Glumci
- Daniel Craig kao James Bond, agent 007
- Christoph Waltz kao Franz Oberhauser
- Léa Seydoux kao dr. Madeleine Swann, psihologinja koja radi u privatnoj klinici u austrijskim Alpama[5]
- Monica Bellucci kao Lucia Sciarra
- Andrew Scott kao Denbigh, član britanske Vlade
- Dave Bautista kao g. Hinx, plaćeni ubojica i visoko pozicionirani član SPECTRE-a[6]
- Ralph Fiennes kao Gareth Mallory, upravitelj MI6-a i Bondov nadređeni koji je poznatiji pod svojim kodnim imenom, M
- Naomie Harris kao Eve Moneypenny, M-ova pomoćnica
- Ben Whishaw kao Q, intendant MI6-a
- Rory Kinnear kao Bill Tanner, načelnik Glavnog stožera MI6-a
- Jesper Christensen kao Gospodin White,[7][8] provoditelj u organizaciji Quantum

## Vanjske poveznice
- Službena web stranica
- Spectre u internetskoj bazi filmova IMDb-a